# Logan Mader
Logan Mader (ur. 16 listopada 1970 w Montrealu) – kanadyjski muzyk, kompozytor i wokalista, a także inżynier dźwięku i producent muzyczny. Logan Mader znany jest prawdopodobnie, przede wszystkim z występów w zespołach Machine Head i Soulfly, których był członkiem, odpowiednio w latach 1992-1998 i 1998-1999. Był także członkiem zespołów Blue, Idol-X, Medication, Pale Demons oraz Stereo Black. Jako producent muzyczny współpracował m.in. z takimi zespołami jak: Fear Factory, Septicflesh, Gojira, Divine Heresy oraz DevilDriver.

## Życiorys
Logan założył Machine Head wraz z Robem Flynnem i Adamem Duce w 1992 roku. Nagrał z nimi dwa albumy (Burn My Eyes, The More Things Change...). Po 5-letniej działalności w Machine Head, Mader odszedł z zespołu.
Następnie w 1998 został krótkotrwale (8 miesięcy) członkiem Soulfly, podczas światowej trasy koncertowej grupy. Wykonał także remiks utworu „Quilombo”, po czym w styczniu 1999 opuścił grupę.
Powołał wówczas do życia projekt Medication, wraz z członkiem Ugly Kid Joe, Whitfieldem Crane’m. Formacja ta rozpadła się w lutym 2003. Niedługo potem stworzył nowy zespół, New Black, który następnie przemianował na Stereo Black. Mimo starań, koncertowania i zarejestrowania materiału demo, grupa nie zdołała podpisać kontraktu z żadną wytwórnią. Kilka lat później, utwór grupy pt. „Save Me” wykorzystano jako trailer do gry Max Payne.
W 2005 roku kooperował przy powstawaniu albumu Roadrunner United dla wytwórni Roadrunner Records. Nagrał melodyczne harmonie gitarowe do utworu „The End”, który był singlem promującym to wydawnictwo.
Został producentem muzycznym. Podjął współpracę z Maxem i Igorem Cavalerą w ich projekcie Cavalera Conspiracy (był producentem pierwszej i drugiej płyty Inflikted z 2008 i Blunt Force Trauma z 2011).
Logan Mader zamieszkał w Los Angeles. Ożenił się z producentką filmową w Hollywood, Lati Grobman. Mają razem trzech synów.

## Wybrana dyskografia
| - Machine Head – Burn My Eyes (1994) - Machine Head – The More Things Change... (1997) - Medication – Medication (EP) (2002) - Medication – Prince Valium (2002) - Roadrunner United – utwór „The End” (2005) - Still Remain – The Serpent (2007, miksowanie) - W.A.S.P. – Dominator (2007, miksowanie, mastering) - Gojira – The Way of All Flesh (2008, inżynieria, miksowanie, mastering) |  | - Psycroptic – Ob(Servant) (2008, miksowanie) - W.A.S.P. – Babylon (2009, miksowanie, mastering) - Raintime – Psychromatic (2010, miksowanie, mastering) - Unchained – Oncoming Chaos (2012, mastering) - Post Mortem – Nihil Est (2013, miksowanie, mastering - In Death... – Thanatos (2013, miksowanie, mastering) - Septicflesh – Titan (2014, inżynieria, miksowanie, mastering) |